# Trapassato prossimo
Il trapassato prossimo (più raramente piuccheperfetto) è una forma verbale che indica la compiutezza oppure l'anteriorità temporale di un evento rispetto ad un momento passato: Ieri ho ricevuto quello che avevo chiesto il giorno prima.

## Coniugazione del trapassato prossimo
Questa forma verbale si coniuga combinando le forme dell'imperfetto indicativo degli ausiliari avere (a) o essere (b) con il participio passato del verbo in questione: 
|                                                               | 1ª persona singolare io | 2ª persona singolare tu | 3ª persona singolare egli, ella | 1ª persona plurale noi | 2ª persona plurale voi | 3ª persona plurale essi, esse |
| (a) Verbi coniugati con il verbo ausiliare avere Es.: parlare | Avevo parlato           | avevi parlato           | aveva parlato                   | avevamo parlato        | avevate parlato        | avevano parlato               |
| (b) Verbi coniugati con il verbo ausiliare essere Es.: andare | Ero andato/a            | eri andato/a            | era andato/a                    | eravamo andati/e       | eravate andati/e       | erano andati/e                |

Per quanto riguarda il resto, la coniugazione segue le particolarità del passato prossimo; è possibile ricorrere alle tabelle di coniugazione.

## Uso del trapassato prossimo
Per l'uso del trapassato prossimo viene definito un momento passato a partire dal quale l'avvenimento viene osservato. Ogni costruzione si riferirà a questo momento:
- Ieri all'una avevo già mangiato.

In questo caso, il momento viene specificato esattamente nella frase (ieri all'una). La funzione del trapassato nell'esempio è quella di indicare che, in quel momento, l'azione era compiuta (vedi aspetto).
Il momento di osservazione può essere anche indicato da altre forme verbali del periodo, come il passato prossimo, il passato remoto o l'imperfetto:
- Non abbiamo voluto leggere il libro che la nonna ci aveva regalato a Natale.
- Non volemmo leggere il libro che la nonna ci aveva regalato a Natale.
- Non volevamo leggere il libro che la nonna ci aveva regalato a Natale.

Le forme del trapassato indicano in questo esempio una esplicita anteriorità temporale rispetto al momento indicato dalle altre forme verbali (spesso, esse si ritrovano nella frase principale).
L'uso del trapassato prossimo non è raro in concomitanza con quello del presente storico:
- Nel 1616 Galileo riceve aspre critiche per il contenuto dei libri che aveva pubblicato.

Anche in questo caso, l'enunciato specifica il momento passato (Nel 1616), anche se non deve essere necessariamente così. Infatti, il momento al quale ci si riferisce è spesso del tutto implicito e deve essere recuperato nel contesto (in un altro enunciato oppure tramite un ragionamento, come accade anche nell'esempio seguente):
- Guarda com'è sporca la tua maglietta, eppure ti avevo detto di fare attenzione!

In questo caso, l'azione indicata dal verbo dire sarà anteriore rispetto ad un momento non direttamente specificato. Nell'esempio, si tratta forse di quello in cui la raccomandazione (fare attenzione) è stata trascurata.

## Altri usi del trapassato prossimo
Similmente all'imperfetto, può indicare irrealtà (ma solo nella lingua parlata con sintassi non sorvegliata):
- Ora stiamo qui bloccati in questo treno lentissimo, ed invece con l'aereo, a quest'ora, avevamo già finito il viaggio.

L'applicazione della grammatica normativa dell'italiano richiederebbe invece un'altra costruzione: a quest'ora saremmo già arrivati. Secondo questi usi tipici della lingua parlata, il trapassato prossimo può sostituire le forme modali del congiuntivo trapassato o del condizionale passato, soprattutto nel periodo ipotetico dell'irrealtà:
- Se ero nato a Milano non parlavo mica romano.

Normalmente, questi usi non sono considerati come accettabili nella lingua standard.
Esiste inoltre anche un uso di cortesia del trapassato, applicato soprattutto al verbo venire:
- Ciao, come va? Ero venuto a vedere se stai bene.

In questo caso il trapassato sostituisce il passato prossimo (sono venuto), che descriverebbe con maggior precisione la costellazione temporale degli eventi. Per ragioni di cortesia, comunque, il locutore trasporta artificialmente le sue intenzioni nel mondo del passato (si tratta dell'uso corrispondente all'imperfetto di modestia): l'espediente serve dunque ad evitare un enunciato troppo invadente o comunque troppo diretto.
A differenza degli usi corrispondenti dell'imperfetto, anch'essi in un qualche modo collegati all'irrealtà, il trapassato indica dei processi verbali conclusi.

## Il trapassato in latino e in altre lingue
Il trapassato prossimo è abbastanza corrente nella maggior parte delle lingue indoeuropee. La sua complessità di significato si riflette nella ricchezza di forme che si ritrova nei vari idiomi, il che giustifica un confronto. La forma usata in latino, non ereditata dall'italiano, rinunciava all'ausiliare e prevedeva un'unica forma verbale (detta forma sintetica):
- Audiveram ('avevo sentito').

Le dinamiche che hanno portato alla formazione del trapassato prossimo nella lingua italiana di oggi sono le stesse che hanno causato la nascita delle altre forme composte (vedi passato prossimo).
La forma sintetica è ancora in uso nella lingua romena e sopravvive nella lingua portoghese, ma solo come forma scritta e quindi di uso meno frequente (ouvira, avevo sentito). Più spesso si usa in portoghese il verbo ter come ausiliare, per poi aggiungere il participio ottenendo la forma tinha ouvido. È questa la cosiddetta forma analitica che conosciamo dall'italiano. Lo stesso meccanismo caratterizza il trapassato in inglese: 
- I had heard ('avevo sentito').

Si comportano similmente, oltre all'italiano, il tedesco ed il francese (ich hatte gehört; j'avais entendu). D'altro canto, in alcune varietà meridionali sia del tedesco sia del francese esiste una forma ottenuta con il perfetto composto (passato prossimo) dell'ausiliare, cui viene poi ancora aggiunto il participio passato del verbo da coniugare: dalla combinazione risulterà il verbo coniugato, che includerà due forme del participio passato e sarà così composto da tre forme verbali in tutto:
- J'ai eu entendu ('avevo sentito');
- Ich habe gehört gehabt ('avevo sentito').

Tradotti letteralmente, gli enunciati andrebbero resi in un italiano agrammaticale (io ho avuto sentito al posto di io avevo sentito). In francese, si parla di passé surcomposé, in tedesco di doppeltes Perfekt. In sintesi, si avranno allo scritto le seguenti forme corrispondenti all'italiano sentire-udire. Le forme con il doppio participio nelle varietà di tedesco e francese sono riservate a contesti speciali (linguaggio poetico, dialettale o antiquato), sicché non vengono incluse nell'elenco.
| Inglese          | Tedesco             | Latino      | Rumeno     | Portoghese                  | Spagnolo      | Francese              | Italiano        |
| ---------------- | ------------------- | ----------- | ---------- | --------------------------- | ------------- | --------------------- | --------------- |
| I had heard      | ich hatte gehört    | audiveram   | auzisem    | ouvira / tinha ouvido       | había oído    | j'avais entendu       | avevo sentito   |
| you had heard    | du hattest gehört   | audiverās   | auziseşi   | ouviras / tinhas ouvido     | habías oído   | tu avais entendu      | avevi sentito   |
| he/she had heard | er/sie hatte gehört | audiverat   | auzise     | ouvira / tinha ouvido       | había oído    | il/elle avait entendu | aveva sentito   |
| we had heard     | wir hatten gehört   | audiverāmus | auziserăm  | ouvíramos / tínhamos ouvido | habíamos oído | nous avions entendu   | avevamo sentito |
| you had heard    | ihr hattet gehört   | audiverātis | auziserăţi | ouvíreis / tínheis ouvido   | habíais oído  | vous aviez entendu    | avevate sentito |
| they had heard   | sie hatten gehört   | audiverant  | auziseră   | ouviram / tinham ouvido     | habían oído   | ils avaient entendu   | avevano sentito |

Nelle lingue romanze come l'italiano, il trapassato prossimo è di solito affiancato da una seconda forma, il trapassato remoto. Con il passare dei secoli, quest'ultimo ha ceduto gran parte del suo ambito di uso al primo (per quanto riguarda l'Italia, soprattutto al nord).